# Dragaš
Dragaš či Šarri (albánsky: Sharri nebo Dragash; srbsky: Драгаш) je město a opština v Prizrenském okruhu na jihu Kosova, 6 km od hranice s Albánií a 8 km od hlavního hřebenu pohoří Šar planina, kudy prochází hranice se Severní Makedonií. Dragaš je pojmenovaný po středověkém srbském vládci Konstantinu Dragašovi. Albánský název města Šarri se vztahuje k pohoří Šar planina, kterým je město obklopeno.

## Historie
V roce 1912 se město stalo součástí Srbska po první balkánské válce. V letech 1929 až 1941 byl Dragaš součástí Vardarské bánoviny, jedné z provincií již zaniklého Království Jugoslávie. Opština Dragaš byla vytvořena Misí OSN v Kosovu, sloučením opštin Gora a Opolje.
Za existence socialistické Jugoslávie mělo město strategický význam kvůli blízké hranici s Albánií. Po válce v Kosovu v 90. letech 20. století byla v obci přítomna mise UNMIK. Mezinárodní mise patřila ve své době mezi největší zaměstnavatele v Dragaši.

## Doprava
Jediným spojením Dragaše s okolím je silnice na sever do města Prizren. Z obce dále na jih do vesnic Restelica a Brod vedou další regionální silnice.

## Galerie

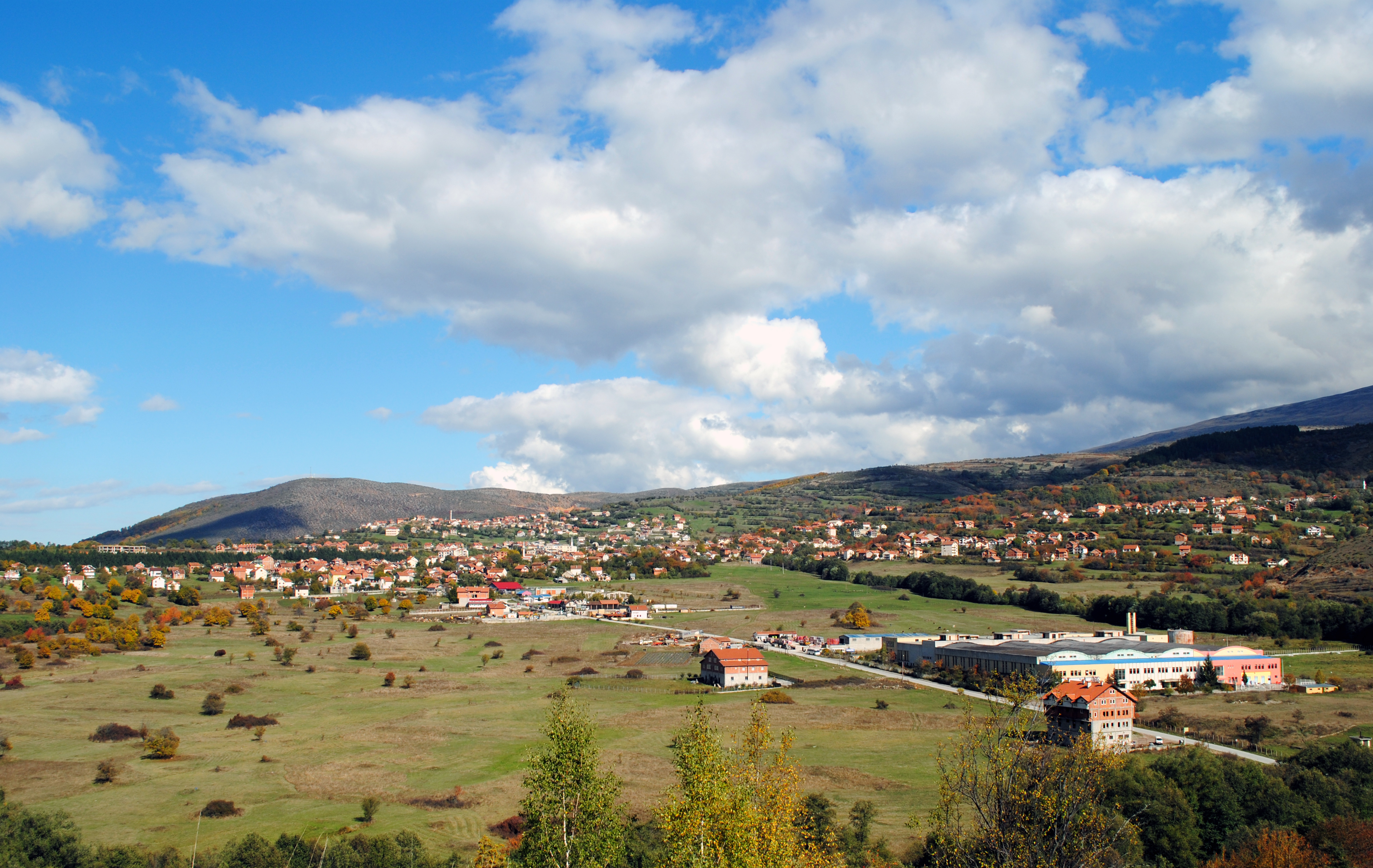
Pohled na Dragaš
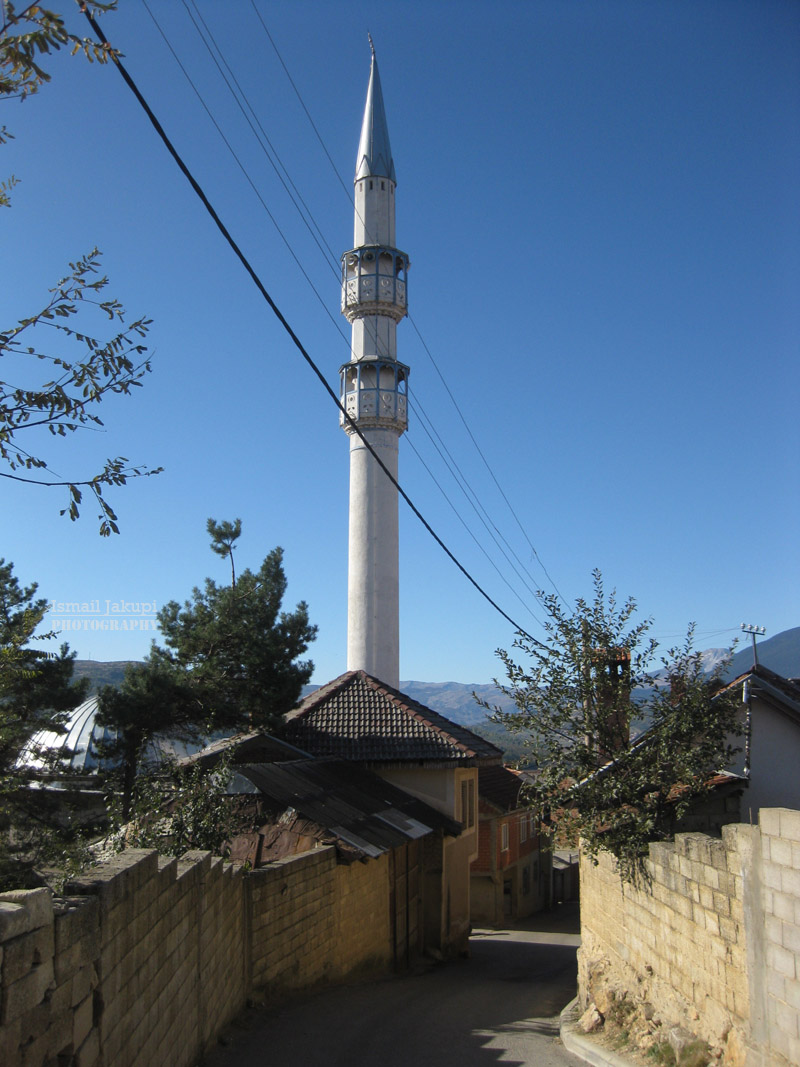
Dragašská mešita
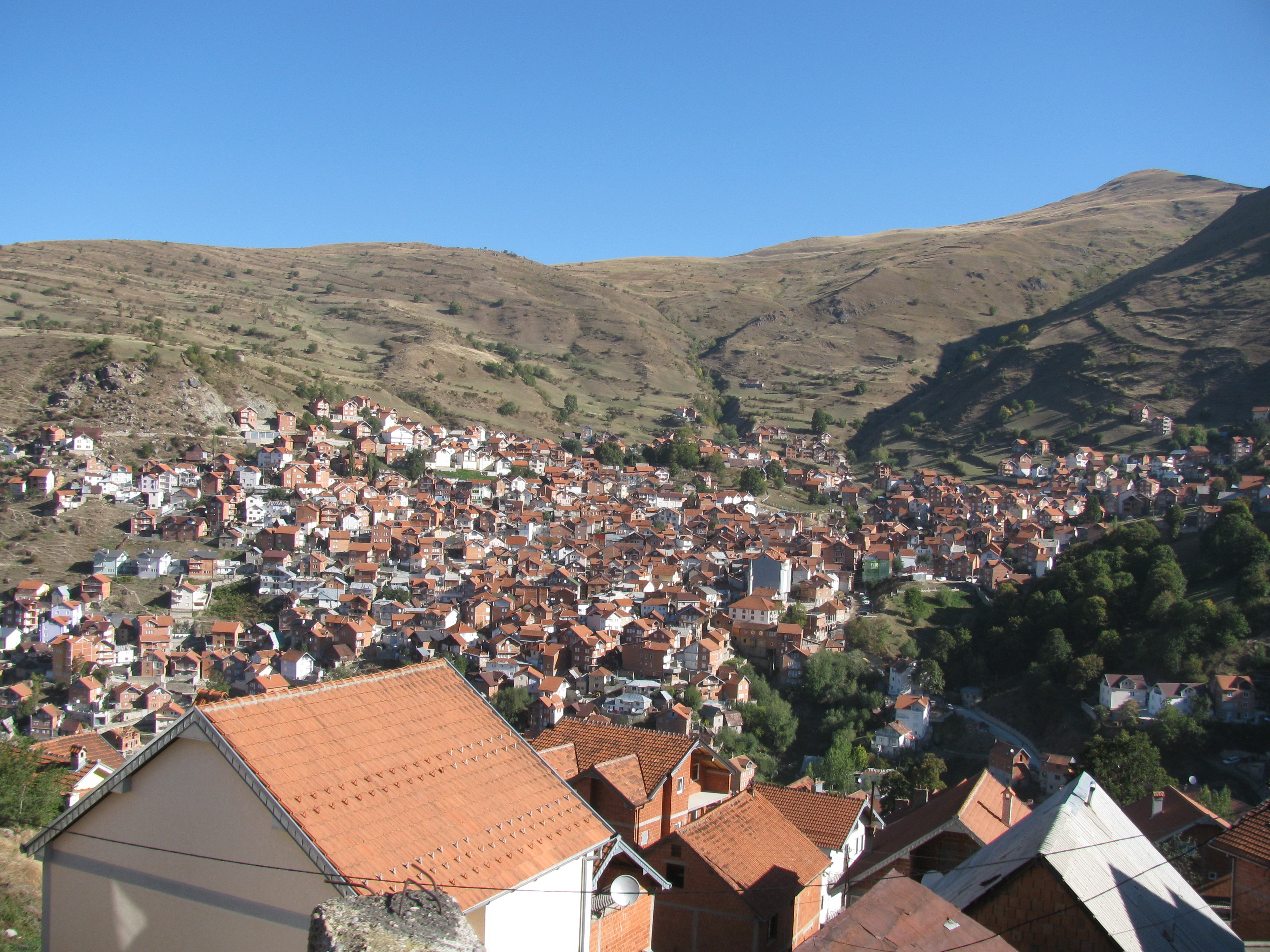
Restalica, jedna z vesnic v Dragašské opštině
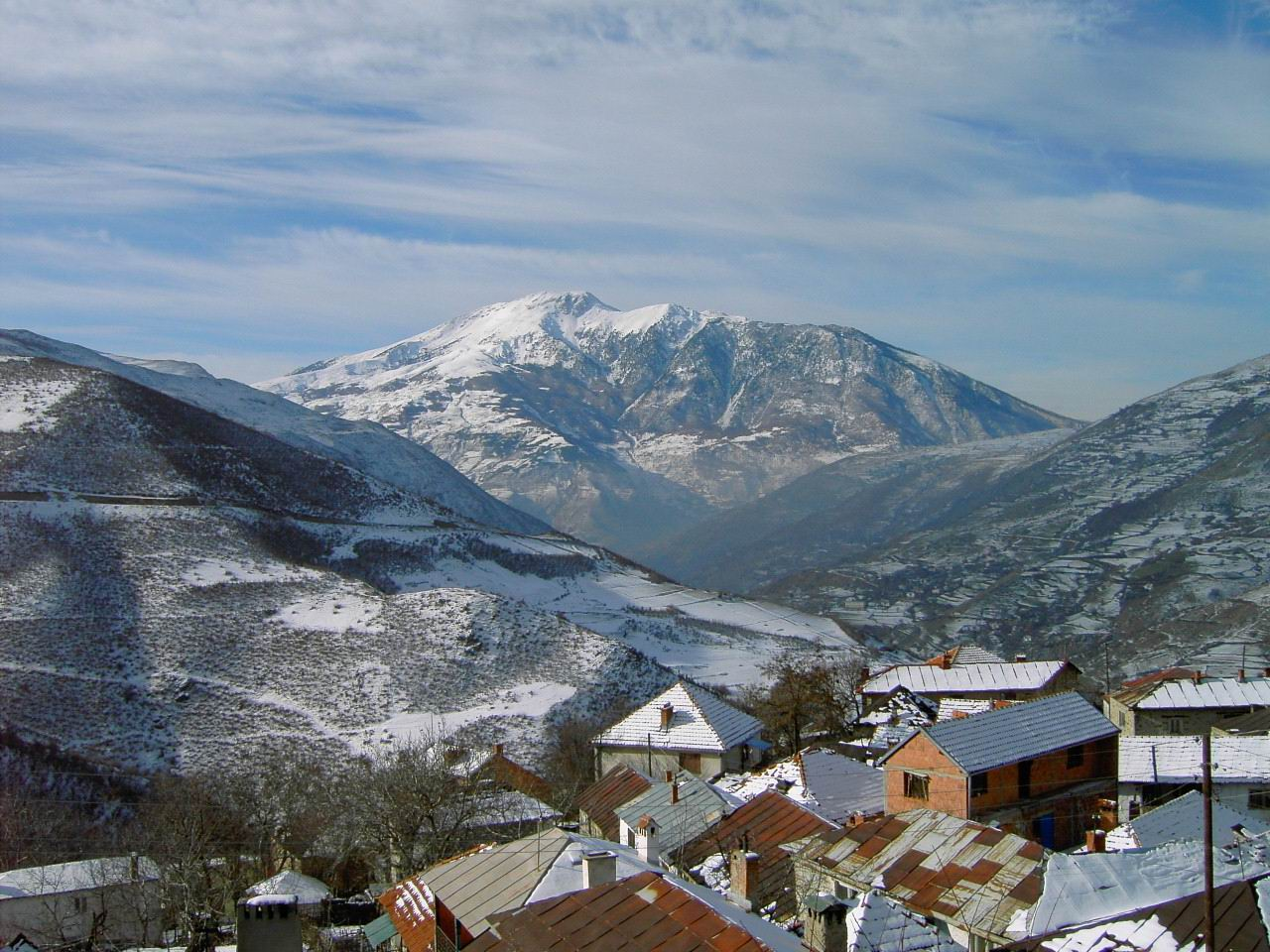
Nedaleká vesnice Orčuša